# Alcmeone expansicornis
Alcmeone expansicornis är en insektsart som beskrevs av Leon Fairmaire. Alcmeone expansicornis ingår i släktet Alcmeone och familjen hornstritar. Inga underarter finns listade i Catalogue of Life.